# Gabriela Besler
Gabriela Teresa Besler (ur. 1964) – polska filozof, profesor nauk humanistycznych. Wykładowca w Instytucie Filozofii Wydziału Humanistycznego Uniwersytetu Śląskiego w Katowicach.

## Życiorys
Studiowała filozofię na Wydziale Filozofii Chrześcijańskiej Katolickiego Uniwersytetu Lubelskiego, sekcji Filozofii Teoretycznej, 16 stycznia 1998 obroniła pracę doktorską Tomizm egzystencjalny M. A. Krąpca a filozofia analityczna P. F. Strawsona w sporze o koncepcję metafizyki, 20 września 2011 habilitowała się na podstawie pracy zatytułowanej Gottloba Fregego koncepcja analizy filozoficznej.